# キカ (建築組織)
キカ とは、城戸崎和佐建築設計事務所の城戸崎和佐と釜萢誠司建築設計事務所の釜萢誠司　との共同建築設計組織。

## メンバー略歴
- 城戸崎和佐（Nagisa Kidosaki 1960年-　）は、日本の女性建築家。
東京生まれ
1982年　芝浦工業大学工学部建築学科卒業（22歳）
1984年　芝浦工業大学大学院修士課程修了（24歳）
1984年　磯崎新アトリエ勤務
1985～93年　伊東豊雄建築設計事務所勤務
1993年　城戸崎和佐建築設計事務所設立（33歳）
2006年　キカ共同主宰（46歳）
日本大学、多摩美術大学、東京理科大学非常勤講師を歴任
現在　京都造形芸術大学環境デザイン科教授

## その他
- 銀座建築デザイン大学オープン・カレッジ・コーディネーターもつとめる。
- 城戸崎和佐建築設計事務所は城戸崎和佐、小林麻美の2名で設計活動中。
- 建築、インテリア、家具、光、ダンスやイベントの会場 まで手がけている。

## 主な作品
- 1996年　ピーナッツハウス（36歳）
- 1998年　鈴木木材工業本社（38歳）
- 2002年　代々木上原の家（42歳）
- 2002年　二子玉川ライズ タワー&レジデンス
- 2002年　Excellent Beige エクセレントベージュ
- 2003年　ナナ・マル・イチ・ニ（43歳）
- 2003年　青い鳥保育園
- 2003年　A邸（専用住宅）
- 2003年　ベストセラーズ倉庫
- カフェバー・スロウ内装工事、ヨウキ 、 N+S邸 、 Y邸/クタイ、 「芝座」、HOUSE M のアトリエ、 カヒナ、他アフリカ・ガボンの魚市場、さらに小さな家具まで多数。

## 受賞
- 1996年　SD賞（36歳）
- 1998年　インテリアプランニング賞（38歳）
- 1999年　グッドデザイン賞（39歳）
- 2002年　東京建築士会住宅建築賞（42歳）